# Dissolução da Iugoslávia

Um mapa animado no qual é mostrado a desintegração da segunda Iugoslávia; as diferentes cores representam as áreas de controle.
----
República Federal Socialista da Iugoslávia (1943-1992)
República Federal da Iugoslávia (1992-2003)
República Croata da Herzeg-Bósnia (1992-1994)
Sérvia e Montenegro (2003-2006)
República Srpska (1992-)
República Sérvia de Krajina (1991-1995)
República da Bósnia e Herzegovina (1992-1998)
Macedônia (1991-)
Eslovênia (1991-)
Croácia (1991-)

Desintegração ou Dissolução da Iugoslávia (português brasileiro) ou Jugoslávia (português europeu) foi uma série de conflitos e irregularidades políticas que resultaram na desintegração da Iugoslávia (a República Socialista Federativa da Iugoslávia, RSF da Iugoslávia, ou simplesmente RFSI). A RSF da Iugoslávia foi um país que ocupou uma porção de terras que atualmente vai desde a Europa Central até os Bálcãs, uma região com um conflito étnico histórico. O país era um conjunto de seis repúblicas regionais e duas províncias autônomas, que estava dividida segundo as etnias e que na década de 1990 separou-se em vários países independentes. Estas oito unidades federais passaram a ser seis repúblicas: Eslovênia, Croácia, Bósnia e Herzegovina, Macedônia, Montenegro, Sérvia, e as duas províncias autônomas ficaram com a Sérvia: Kosovo e Vojvodina. A Bósnia e Herzegovina não havia existido como um estado mesclado etnicamente desde 1465, e além disso não tinha uma maioria étnica clara, com 44% de bósnios muçulmanos, 33% de sérvios bósnios , 18% de bósnios croatas e outras minorias. A distribuição geográfica dos grupos étnicos que compunham a Iugoslávia representava o feito de que cada nação tinha uma população em cada uma das seis repúblicas. A Iugoslávia passou a ser um país com sete fronteiras, seis repúblicas, cinco nacionalidades, quatro idiomas, três religiões, dois alfabetos e um líder.
Já que a estrutura demográfica da Bósnia compreendia uma população de sérvios e croatas em cerca de 50% e com ideias de independência baseadas mais nas etnias do que na nação, o controle do território, a abrir-se a diferentes interpretações, e grandes zonas da Bósnia, Croácia e Sérvia foram consideradas zonas em disputa. Os elementos mais importantes que fomentaram a discórdia foram a formação do Reino da Iugoslávia, a guerra civil e o genocídio praticado pelo Estado Independente da Croácia durante a Segunda Guerra Mundial, a ideia da "Grande Sérvia", e as adaptações balcânicas do pan-eslavismo.
A guerra civil que seguiu a secessão terminou com grande parte da antiga Iugoslávia reduzida à pobreza, enormes perturbações económicas e persistente instabilidade em todo o território onde ocorreram os piores combates. Hoje existem seis frágeis repúblicas, a maioria delas empobrecida pelas perdas materiais e pela fuga da população, quando não entregues ao crime organizado, sem contar com um permanente clima de frustração, misturado ao ódio étnico sempre pronto para dar seu sinal de retorno. As guerras foram os conflitos mais sangrentos em solo europeu desde o final da Segunda Guerra Mundial. Foram também os primeiros conflitos desde a Segunda Guerra Mundial onde foram formalmente julgados genocídios de carácter fundamental e muitos participantes individuais foram posteriormente acusados de crimes. O Tribunal Penal Internacional para a ex-Iugoslávia (TPIJ) foi criado pela ONU para julgar esses crimes.

## Antecedentes

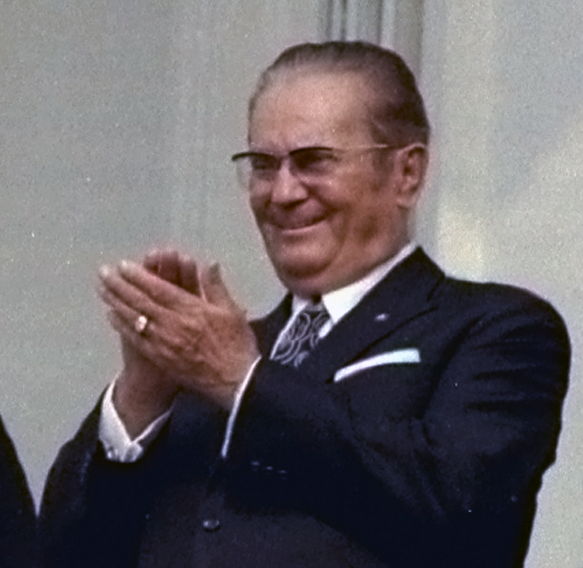
Marechal Josip Broz Tito, Presidente iugoslavo (1953-1980)

Após a Segunda Guerra Mundial, em 1945, foi formado a República Socialista Federativa da Jugoslávia um Estado socialista comandado por Josip Broz Tito. Tito tratou de diminuir a influência dos dois maiores grupos étnicos, os sérvios e os croatas, dando estatuto de maior representatividade para os outros. O incrível mosaico étnico dos Bálcãs foi, durante os quarenta anos seguintes, sedimentado pela ideologia titoísta, que se viu enormemente reforçada quando Tito, desobedecendo a Stalin, escolheu uma "via própria para o socialismo", totalmente independente dos quadros que os soviéticos impuseram no leste europeu por meio das "democracias-populares". Tito passou a desde então a gozar de um enorme respeito que transcendia as questões étnicas, sem dúvida era o único líder político da antiga Iugoslávia que tinha o apoio popular das diversas etnias. Uma anedota que sintetizava o sistema político-étnico da Iugoslávia sob Tito era: "Seis repúblicas, cinco etnias, quatro línguas, três religiões, dois alfabetos e um Partido". Ele ousara enfrentar os dois maiores tiranos da Europa do século XX, primeiro a Hitler e depois a Stalin, mantendo a Iugoslávia pacificada e coesa frente às pressões que sofreu durante a Guerra Fria. Ele, juntamente com Gamal Nasser do Egito e Jawaharlal Nehru da Índia, lançou as bases do Movimento Não Alinhado em 1961, projetando o seu nome internacionalmente.[carece de fontes?]
Quando Tito morreu, em 1980, entrou em prática uma constituição, preparada anteriormente, que tinha por objetivo alcançar a rotatividade do poder executivo para que desse modo nenhuma das etnias se sentisse excluída do poder central. Assim, a cada período legislativo, seria escolhido um representante de uma das seis maiores etnias, que assumiria a chefia do governo. Era impossível adotar o sistema da eleição direta para a chefia do executivo porque, se assim fosse feito, sempre seria sufragado um sérvio, uma vez que eles eram a maioria entre as etnias que compunham a Iugoslávia. O ponto fraco desse sistema era que nenhum dos presidentes escolhidos pelo parlamento da federação tinha a estatura de Tito, nem estava respaldado pelo voto majoritário da população, o que foi um ponto decisivo para o fracasso desse sistema.

## Causas da desintegração

### Colapso econômico e contexto internacional
A Iugoslávia foi, em uma determinada época, uma nação com um grande poder industrial e uma economia próspera. Vinte anos antes de 1970, o crescimento anual do produto interno bruto (PIB) foi em média de 6,1%, a assistência médica era gratuita, o índice de alfabetização era de 91% e a expectativa de vida alcançava os 72 anos. Mas depois de uma década de má administração econômica e cinco anos de desintegração, guerra e boicotes, a economia iugoslava entrou em colapso.[carece de fontes?]
A Iugoslávia era um estado unitário, o qual abrangia tanto terras do Oriente como do Ocidente. Além disso, seu presidente, Josip Broz Tito, era um dos principais membros do "Terceiro Mundo" ou o "grupo dos sete", o qual era uma alternativa ante os países mais poderosos. E o mais importante, a Iugoslávia atuou como um estado-tampão entre o Ocidente e a União Soviética e também evitou que a URSS tivesse uma saída para o Mar Mediterrâneo. A população utilizava a frase de que a Iugoslávia tinha sete fronteiras, seis repúblicas, cinco nacionalidades, quatro idiomas, três religiões, dois alfabetos e um líder.[carece de fontes?]
No entanto, depois da morte de Tito, com a ascensão de Mikhail Gorbachev, a perestroika e a glasnost na União Soviética, o Ocidente se sentiu tão seguro de saber as intenções da URSS que a Iugoslávia já não significava uma central de importância estratégica. Não obstante Belgrado não fomentou alianças e apesar das suas importantes relações com a Comunidade Econômica Europeia e com os Estados Unidos, a administração de Ronald Reagan, especificamente, mencionou à economia iugoslava em uma operação secreta em 1984 (NSDD 133), "A política estadunidense rumo à Iugoslávia." Na Europa Oriental elaborou-se uma versão censurada descartada em 1990, criada em 1982. O último preconizou por "estender os esforços para promover uma 'revolução calada' para derrotar os governos e partidos comunistas", enquanto os países da Europa Oriental eram reintegrados a uma economia de mercado.
O status quo externo, do qual dependia o Partido Comunista para ser viável, estava começando a desaparecer. Além disso, a queda do socialismo real na Europa Central e Ocidental novamente havia causado conflitos, contradições e discórdias etno-religiosas na Iugoslávia. Seu estatuto sem alianças resultou em uma série de empréstimos de ambos os blocos (o capitalista e o socialista). Este contato com os Estados Unidos no Ocidente abriu os mercados da Iugoslávia antes do restante do continente.[carece de fontes?]
A crise do petróleo de 1973 se somou às barreiras do comércio com o Ocidente, dificultando dramaticamente seus trinta anos de crescimento econômico expressivo. Para neutralizar este efeito, o país solicitou empréstimos do Fundo Monetário Internacional (FMI) e posteriormente mergulhou em uma dívida externa muito elevada. Como condição para receber empréstimos, o FMI ordenou a liberação do mercado no país. Em 1981, a Iugoslávia tinha uma dívida acumulada de US$ 19,9 milhões. Outra preocupação era a taxa de desemprego, de um milhão em 1980. Este problema se agravou com a "improdutividade geral do sul", a qual não só submergiu a Iugoslávia mais ainda na catástrofe, mas que também irritou a Eslovênia e a Croácia. Uma década de pobreza resultou em uma frustração e ressentimento crescente contra a "classe alta" sérvia e a favor das minorias que se viam beneficiadas pela legislação governamental. Os verdadeiros lucros da Iugoslávia caíram 25% de 1979 a 1985. Em 1988 a dívida chegou aos 4,5 bilhões de dólares, e em 1989 alcançou os 6,2 bilhões, sendo 19% da dívida total do mundo.
Seduzidas pelos acontecimentos que levaram ao desaparecimento súbito da URSS e a Queda do Muro de Berlim em 1989, o que provocou um vácuo a leste, fazendo com que os estados da Eslovênia e da Croácia desejassem retornar a sua antiga posição pró-ocidental. Além disso, os eslovenos e os croatas não queriam mais ficar subordinados a uma república onde os sérvios, que eles sempre consideram culturalmente inferiores a eles, fossem maioria. Por trás do nacionalismo separatista estava a questão econômica e política. A Croácia e, sobretudo, a Eslovênia eram as republicas mais ricas da Iugoslávia. Ao mesmo tempo, sua organização econômica e social sempre esteve muito mais próxima do capitalismo que o sistema vigente nas demais unidades da federação.[carece de fontes?]

### Problemas estruturais
A Iugoslávia de Tito foi caracterizada por constantes reformas, que não conseguiram resolver os principais problemas nacionais. Além disso, o sistema federal, devido à tirania nacional crescente e o desejo do Partido Comunista de "apoiar a autodeterminação nacional" começaram a sair do controle. Isto resultou na criação de Kosovo, uma região autônoma da Sérvia, regida pela constituição de 1974. A constituição não reconheceu o poder da capital sobre as regiões autônomas criadas pouco tempo antes em Voivodina (uma área da Iugoslávia com um grande número de minorias étnicas) e Kosovo (com uma grande etnia de albaneses). Isto não somente agravou os temores dos sérvios de "uma Sérvia fraca para uma Iugoslávia forte" mas que também atingiu a base da identidade nacional da Sérvia. A maioria dos sérvios veem Kosovo como "o berço da nação", e não aceitam a possibilidade de perdê-la permitindo que seja povoada em sua maioria por albaneses.[carece de fontes?]
A importância especial de Kosovo se deve à derrota do knez (príncipe) Lazar Hrebeljanović. Ele disse que foi traído em Kosovo Polje (Batalha do Kosovo), contra os turcos otomanos. A devastadora derrota foi o fim do reino sérvio e o começo de quase quinhentos anos de subjugação ante os otomanos (1389-1868). No entanto, os primeiros registros da batalha datam de depois de cem anos da mesma, na forma de poema. A mudança romântica dada a esse episodio da história constribuiu à natureza sagrada e venerável da região de Kosovo. A importância de Kosovo nesta época tinha muito peso no que diz respeito à Sérvia.[carece de fontes?]
Esta versão da federação essencialmente transformou a Iugoslávia em uma confederação, questionando a legitimidade do regime e engendrando ressentimento nas repúblicas mais ricas. Eslovênia e Croácia, as repúblicas mais desenvolvidas, sentiam-se continuamente frustradas por sua incapacidade de elevar seu nível de vida, já que tinham que bancar o desenvolvimento das repúblicas mais pobres, fato que descreviam como "o buraco negro econômico". Ressaltavam as vastas diferenças na qualidade de vida nas distintas repúblicas. A morte de Tito trouxe mais problemas; num esforço para assegurar seu legado, a constituição de Tito de 1974 estabeleceu um sistema de presidências de um ano de duração, com uma base dos oito líderes das repúblicas. Estes curtos mandatos eram muito ineficazes. Essencialmente, deixaram um vazio no poder que foi aberto durante a maior parte da década de 1980, e somente Slobodan Milošević controlou a situação em 1989.[carece de fontes?]

### Nacionalismo

Guerra Civil Iugoslava, em 1993.

A desintegração da Iugoslávia não interessava aos sérvios, já que minorias sérvias se encontravam por toda parte da Iugoslávia. Além disso, se as regiões se separassem, a Sérvia afundaria numa grande crise, pois não contaria com o apoio econômico das repúblicas mais ricas. Dessa forma, o nacionalismo sérvio se reacendeu e encontrou no político Slobodan Milošević seu principal defensor; o mesmo ascendeu rapidamente em sua carreira política, ao defender a supremacia da Sérvia dentro da Iugoslávia e ao se colocar contra a independência de Kosovo. Uma vez que, desde a década de 1960 Kosovo demonstrava sua insatisfação por estar submetida à Sérvia, mas os separatistas foram silenciados pela ditadura de Tito. Com a morte do ditador, uma nova rebelião ocorreu - e, nessa ocasião, a população sérvia de Kosovo passou a ser violentamente atacada pelos albaneses kosovares.
Em 1987, Milošević assume o controle do Partido Comunista da Sérvia. No mesmo ano, ele faz um famoso discurso a uma multidão de sérvios em Pristina, a capital de Kosovo, que marca a sua ascensão política no país. Os sérvios protestavam contra o que viam como perseguição por parte da maioria albanesa em Kosovo. Aproveitando-se disso, em seu discurso, Milošević afirma que "ninguém jamais vai derrotar os sérvios" na província. Os sérvios consideram Kosovo o berço de seu povo, pois ali havia sido a sede de todo patriarcado sérvio na Idade Média (os sérvios, tendo se convertido à religião cristã ortodoxa na Idade Média, receberam o direito de ter seu próprio patriarcado, o que significava sua autonomia religiosa e política reconhecida pelo Império Bizantino).[carece de fontes?]
Em 1989, Milošević é eleito presidente da Sérvia, tendo como base o nacionalismo sérvio. No mesmo ano, durante o 600º aniversário da derrota histórica da Sérvia em Kosovo Polje, Slobodan Milošević faz um discurso a 200 mil sérvios (Discurso de Gazimestan), que se refere à grande história da nação. A resposta de Milošević, à incompetência do sistema federal foi de centralizar o governo. Considerando-se que a Eslovénia e a Croácia estavam planejando a sua independência, este ato foi classificado como inaceitável.
| Grupos étnicos na antiga Iugoslávia |                           |                                 |                              |
| República                           | Principal etnia (%)       | Segunda principal etnia (%)     | Terceira principal etnia (%) |
| Eslovênia                           | Eslovenos - 91,0          | Croatas - 3,0                   | Sérvios - 2,2                |
| Croácia                             | Croatas - 78,0            | Sérvios - 12,2                  | Outros - 10,6                |
| Bósnia                              | Bósnios muçulmanos - 43,7 | Sérvios - 31,4                  | Croatas - 17,3               |
| Sérvia                              | Sérvios - 65,8            | Albaneses - 17,2                | Húngaros - 3,5               |
| Montenegro                          | Montenegrinos - 61,8      | Montenegrinos muçulmanos - 14,6 | Sérvios - 9,3                |
| Macedônia                           | Macedônios - 54,6         | Albaneses - 21,0                | Turcos - 4,8                 |

Notas:
- No Kosovo, os albaneses representam 90% da população, enquanto que, em Voivodina, os húngaros representam 20%.
- Bósnios e montenegrinos muçulmanos são mencionados especificamente para ressaltar a quantidade de eslavos convertidos ao islamismo.[9]

Na conferência iugoslava de fins de 1989 os diálogos foram encerrados. Os líderes não puderam chegar a um acordo sobre como lutar com as mudando presidências. Além disso, muitos membros já não estavam dispostos a resgatar o que viam como um barco naufragado. Croácia e Eslovênia declararam suas independências e desencadearam a Guerra dos Dez Dias na Eslovênia em 1991. Depois de uma semana, os eslovenos foram vitoriosos e se iniciou a desintegração da Iugoslávia.[carece de fontes?]

## Cronologia da desintegração da Iugoslávia

### Depois da morte de Josip Broz Tito

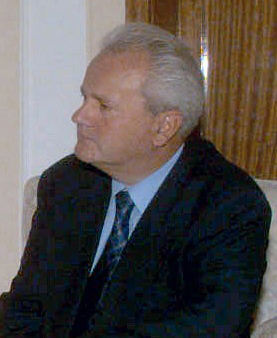
O presidente sérvio Slobodan Milošević

Depois da morte de Tito em 4 de maio de 1980, cresceram os conflitos étnicos na Iugoslávia. O falecimento de Tito removeu o que muitos iugoslavos e ocidentais viam como a principal força unificadora do país. O legado da Constituição de 1974 foi usado para transformar o sistema de tomada de decisões em um estado de paralisia, cada vez mais desesperador a medida que o conflito de interesses foi tornando-se mais irreconciliável. A crise constitucional que surgiu depois da morte de Tito instaurou o nacionalismo em todas as repúblicas e províncias: a maioria albanesa em Kosovo exigiu o estatuto de república enquanto que a Sérvia começou a exercer controle sobre suas províncias autônomas. Além disso, as administrações da Eslovênia e Croácia exigiram a secessão da federação, ao contrário do líder sérvio, que exigiu que todos os governos fossem de um partido político somente.[carece de fontes?]

### 1986-1989
Em 1986, a Academia Sérvia de Ciências e Artes contribuiu significativamente para o aumento do nacionalismo na Sérvia, como foi escrito em uma nota na qual foram abordados alguns temas como a posição dos sérvios como o povo mais numeroso da Iugoslávia. Sendo a maior república iugoslava em território e população, a influência da Sérvia sobre as províncias de Kosovo e Vojvodina reduziu à Constituição de 1974, a qual os deu uma autonomia reclamada há muito tempo. O governo da República Socialista da Sérvia estava restrito à tomada e a execução das decisões que se aplicariam nas províncias. Estas tinham uma cadeira no Conselho Presidencial Federal (um conselho de oito membros, composto por representantes das seis repúblicas e duas províncias autônomas), o qual nem sempre decidia em favor da Sérvia propriamente dita.[carece de fontes?]
O líder comunista sérvio Slobodan Milošević, quem assumiu o comando da Liga dos Comunistas da Sérvia em 1987, pediu o restabelecimento do poder que a Sérvia tinha antes de 1974. Outras repúblicas, especialmente Eslovênia e Croácia, denunciaram este movimento como um ressurgimento da hegemonia servia. Milošević reduziu a autonomia de Vojvodina e de Kosovo, e pode instalar no do Conselho Presidencial Iugoslavo representantes para as províncias. O principal instrumento que reduziu a influência sérvia anteriormente começou a ser utilizado para aumentá-la: no conselho de oito membros, Milošević podia contar com quatro votos no mínimo - o seu próprio representando a Sérvia, Montenegro e Vojvodina e Kosovo.[carece de fontes?]
Como resultado destes eventos, os mineiros albaneses em Kosovo entraram em greve, exigindo o restabelecimento da sua autonomia. Isto aumentou o conflito étnico entre os albaneses e a população sérvia da província. Cerca de 77% da população de Kosovo na década de 1980, os albaneses por etnia, eram a maioria. O número de sérvios em Kosovo baixou ao longo do século como resultado de uma "limpeza étnica" realizada pelos albaneses durante a Segunda Guerra Mundial e pelo assédio subsequente às autoridades e à população albanesa. Os conflitos étnicos, que sempre haviam estado ascendendo, eram diretamente proporcionais com a tendência e em 1999 os sérvios eram somente 10% da população total.
Enquanto isso, a Eslovênia, sob a presidência de Milan Kučan e a Croácia apoiaram os mineiros albaneses e a sua luta por reconhecimento. Como oposição de Kučan e outros iugoslavos que haviam criticado a política de Milošević de apoiar as marchas nacionalistas sérvias e criticar os políticos "desleais" da nação, o líder sérvio os acusou de "propagar o medo à Sérvia" (Servofobia). As greves iniciais se tornaram demonstrações altamente difundidas pedindo que Kosovo fosse a sétima república. Isto enfureceu os líderes sérvios, que começaram a utilizar a força policial e mais tarde inclusive enviaram o Exército Federal à província apoiado pela maioria sérvia no Conselho Presidencial Iugoslavo.[carece de fontes?]
Já em meados da década de 1980, iniciou-se a formação de uma oposição crescente ao regime comunista num jornal alternativo à Nova revija, além da Aliança da Juventude Socialista da Eslovênia. Em 1988, a prisão de quatro jornalistas eslovenos pelo Exército Civil Iugoslavo deu demonstrações maciças que pediam a democratização da Eslovênia e sua independência da Iugoslávia.[carece de fontes?]

### Década de 1990

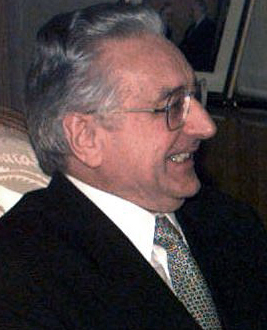
O presidente croata Franjo Tuđman

Em janeiro de 1990 foi convocado o 14º Congresso Extraordinário da Liga dos Comunistas da Iugoslávia, que teve grande parte composta pelas delegações eslovenas e sérvias, que discutiram o futuro da Liga. A delegação sérvia, liderada por Milošević, insistiu numa política de "uma pessoa, um voto", o que daria poder à população mais numerosa, os sérvios. Os eslovenos, no entanto, apoiados pelos croatas, propuseram reformar a Iugoslávia dando ainda mais poder às repúblicas, mas foram derrotados na votação. Como resultado, as delegações eslovena e croata abandonaram o Congresso, e foi dissolvido o Partido Comunista da Iugoslávia.[carece de fontes?]
Depois da queda do comunismo na Europa Oriental, em cada uma das repúblicas ocorreram eleições pluripartidárias. Os problemas sem solução permaneceram. Particularmente, Eslovênia e Croácia elegeram governos orientados a favor da independência, enquanto que Sérvia e Montenegro elegeram candidatos que favoreciam a unidade iugoslava. Na Croácia havia um apoio crescente "pelo estado croata e os direitos históricos", o que teve como resultado a anulação dos direitos nacionais e constitucionais dos sérvios, e o fim do direito de formarem parte da nação constituinte da Croácia para serem uma minoria nacional.[carece de fontes?]
Em março de 1990, durante as manifestações em Split, Croácia, um jovem recruta do Exército Iugoslavo foi assassinado no tanque de guerra, depois de conduzir o tanque em volta dos manifestantes. Também foram efetuados muitos disparos em várias bases militares em volta da nação. Em todos os lados aumentaram a tensão e os conflitos.[carece de fontes?]
No mesmo mês, o Exército Popular Iugoslavo (Jugoslovenska Narodna Armija, JNA) realizou um encontro com a presidência federal do país na tentativa de convencê-la a declarar um estado de emergência, o qual permitiria ao exército tomar o poder do país. Os representantes da Sérvia, Montenegro, Kosovo e Vojvodina votaram a favor da proposta, enquanto que todas as outras repúblicas, Croácia (Stipe Mesichi), Eslovênia (Janez Drnovšek), Macedônia (Vasil Tupurkovski) e Bósnia e Herzegovina (Bogić Bogićević), votaram contra. O empate levou a uma intensificação dos conflitos, mas não por muito tempo.[carece de fontes?]
Durante este período, vários grupos de sérvios da Croácia proclamaram a emergência das áreas autônomas sérvias na república, começando com a Kninska Krajina em agosto de 1990. A medida que a tensão se exacerbava, os líderes desta região planejaram uma revolução (em croata:  balvan-revolucija), bloqueando várias rotas em Knin, evitando a livre circulação dos turistas na Dalmácia. O governo croata respondeu enviando equipes policiais especiais em helicópteros ao local, mas foram interceptados pelos aviões de guerra do Exército Popular Iugoslavo e obrigados a voltar a Zagreb. A Kninska Krajina evoluiu até tornar-se a OAS Krajina em outubro de 1990.[carece de fontes?]

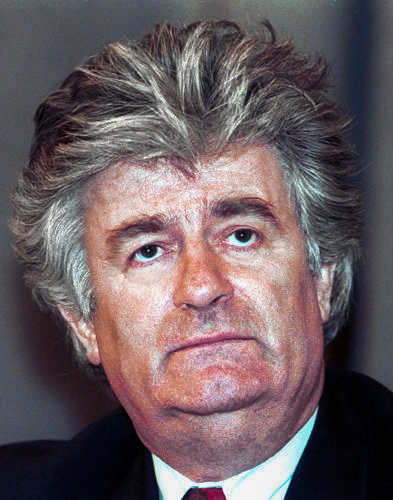
O presidente servo-bósnio Radovan Karadžić

Baseadas nos resultados da primeira eleição pluripartidária, as repúblicas da Eslovênia e Croácia propuseram transformar a Iugoslavia em uma federação de seis repúblicas no outono de 1990, mas Milošević rejeitou esta proposta e todas as similares, argumentando que como os eslovenos e os croatas, os sérvios também tinham o direito da autonomia.[carece de fontes?]
O Oblast Autônomo Sérvio de Krajina foi declarado oficialmente como uma entidade política separada em 21 de dezembro de 1990 pelo Conselho Nacional Sérvio, liderado por Milan Babić. Em janeiro de 1991, Kontraobaveštajna služba (KOS, o serviço de inteligência iugoslavo) mostrou um vídeo de uma reunião secreta que, segundo suas declarações, ocorreu em 1990 entre o Ministro da Defesa da Croácia, Martin Špegelj, e outros dois homens, na qual Špegelj anunciou que estavam em guerra com o exército e deu-lhes instruções sobre contrabando de armas, além de métodos de tráfico com os oficiais do Exército Iugoslavo que estivessem postos nas cidades croatas. O Exército posteriormente quis acusar Špegelj de traição e de importação ilegal de armas, principalmente da Hungria.[carece de fontes?]

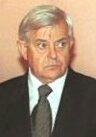
O presidente esloveno Milan Kučan

Em 9 de março de 1991 ocorreram várias manifestações contra Slobodan Milošević em Belgrado, mas os policiais e os militares foram às ruas para restabelecerem a ordem, assassinando duas pessoas. No final de março de 1991, o incidente em Plitvice Lakes foi um dos primeiros indícios da guerra aberta na Croácia. O Exército Civil Iugoslavo (JNA), cujos oficiais superiores eram principalmente sérvios, se manteve neutro, mas conforme foi passando o tempo foi se envolvendo cada vez mais nas políticas do estado. Em 1 de abril de 1991, a Krajina declarou que se separaria da Croácia. A outra comunidade significativa dominada pelos sérvios no leste da Croácia anunciou que também se uniria à Krajina. Zagreb tinha, nesse momento, problemas relacionados com impostos pagos a Belgrado, e as entidades servo-croatas decidiram, como respostas, deixar de pagar impostos a Zagreb.[carece de fontes?]
Em 25 de junho de 1991, Eslovênia e Croácia tornaram-se as primeiras repúblicas a declararem sua independência da Iugoslávia. Na Eslovênia, a Defesa Territorial Eslovena (Teritorialna obramba, uma organização paramilitar estabelecida na constituição de 1974) delimitou as fronteiras iugoslavas com a Áustria e a Itália, desfazendo-se da bandeira iugoslava e criando a eslovena. Paralelamente, Milosevic e Tudjman firmaram o acordo de Karađorđevo para dividir a Bósnia (em emergente independência) entre sérvios e croatas.
Logo depois da declaração de independência da Croácia, os sérvios formaram o Oblast Autônomo Sérvio da Eslavônia Ocidental e o Oblast Autônomo Sérvio da Eslavônia Ocidental, Barania e Srijem Ocidental. Estas duas regiões mais tarde juntaram-se com a Krajina e formaram a República Sérvia de Krajina. No dia seguinte (26 de junho), o Conselho Executivo Federal ordenou especificamente ao exército que se apoderasse dos limites internacionalmente reconhecidos da Iugoslávia.[carece de fontes?]
As forças do Exército Popular Iugoslavo, estabelecidas na Eslovênia e na Croácia, tentaram executar a ação durante as 48 horas seguintes. Todavia, devido à informação incorreta que eles receberam dos seus próprios recrutas, e ao fato de que a maioria deles não queriam envolver-se em uma guerra na sua terra natal, as forças da Defesa Territorial Eslovena tornaram a ocupar a maior parte dos territórios durante vários dias com poucas perdas de vidas em ambos os lados. Houve um incidente de um suposto crime de guerra perto de Holmec, denunciado por um canal de televisão austríaco num boletim, sobre três soldados do Exército Iugoslavo que renderam-se ante a Defesa Territorial, antes de ser ouvida uma saraivada de tiros e de ver as tropas cairem por terra. Entretanto, não houve mortes no incidente. Mais tarde foi acertado um cessar fogo.[carece de fontes?]

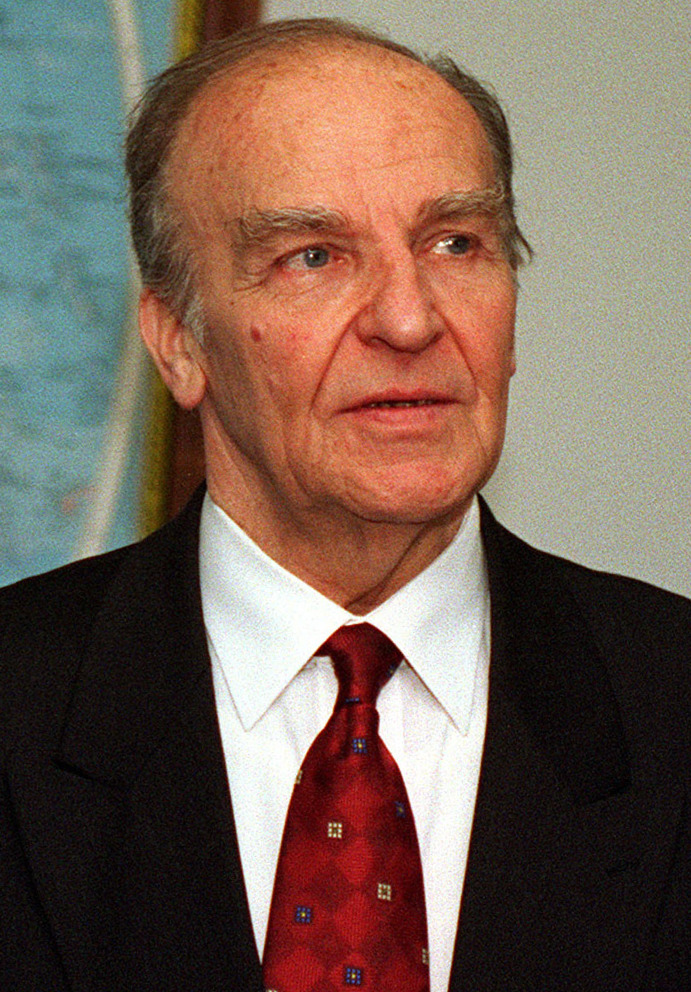
O Presidente Bósnio Alija Izetbegovic

Segundo o Acordo de Brioni, de 7 de julho de 1991, reconhecido pelos representantes de todas as repúblicas, vários governos pelo mundo pressionaram a Eslovênia e a Croácia para estabelecerem uma moratória de três meses sobre sua independência. Durante estes três meses, o Exército Iugoslavo completou sua retirada da Eslovênia.[carece de fontes?] Contudo, eclodiu a Guerra de Independência da Croácia em agosto de 1991. Os sérvios étnicos criaram seu próprio estado, a República Sérvia da Krajina, em regiões majoritariamente habitadas por sérvios. A Croácia, como resposta, se negou a reconhecer tais entidades, e, portanto, a guerra foi declarada entre a jovem República da Croácia e dissidentes servo-croatas. Em alguns lugares, o Exército Iugoslavo atuou como uma "zona colchão", e em outros lutou contra os sérvios por estarem estes contra o novo exército croata e suas forças policiais.[carece de fontes?]
Em setembro de 1991, a República da Macedônia também declarou sua independência. Foram enviados cem soldados estadunidenses, subordinados à ONU, para controlar as fronteiras do norte da Macedônia com a República da Sérvia, Iugoslávia. Entretanto, dado que as autoridades de Belgrado não intervieram para evitar a independência da Macedônia, nem havia ocorrido protestos nem atos contra a chegada das tropas da ONU, as indicações foram para que Belgrado aderisse ao novo país (que seria a República Federal da Iugoslávia a partir de abril de 1992), o qual reconheceria a República da Macedônia e desenvolveria relações diplomáticas com a mesma. Assim, se tornou a primeira antiga república para garantir a sua soberania sem resistência das autoridades iugoslavas baseadas em Belgrado ou no exército. Além disso, o primeiro presidente macedônio Kiro Gligorov, manteve boas relações com Belgrado, bem com as ex-repúblicas, e até hoje não houve conflito entre as forças policiais de fronteira da Macedônia e Sérvia, apesar do fato de que as regiões de pequena dimensão como Kosovo e do vale de Presevo completam parte norte da região histórica conhecida como a Macedónia, que poderia, portanto, iniciar uma disputa sobre fronteiras.[carece de fontes?]
Em novembro de 1991, a Comissão de Arbitragem para a Conferência de Paz na ex-Iugoslávia, liderada por Robert Badinter, concluiu com um discurso de Lord Carrington de que a Iugoslávia estava passando por um período de dissolução, que a população sérvia na Croácia e Bósnia não têm direito à autodeterminação sob a forma de novos estados, e que as fronteiras entre as repúblicas deveriam ser reconhecidas como fronteiras internacionais.[carece de fontes?]
Como resultado do conflito, o Conselho de Segurança das Nações Unidas aprovou por unanimidade a Resolução 721 de 27 de novembro de 1991, que encontrou uma maneira de estabelecer operações de manutenção da paz na Iugoslávia.
Na Bósnia e Herzegovina em Novembro de 1991, os sérvios bósnios realizaram um referendo, o que resultou em uma grande maioria a favor da permanência de um único estado com a Sérvia e Montenegro. Em 9 de janeiro de 1992, os sérvios da Bósnia proclamaram "República separada de pessoas sérvias da Bósnia e Herzegovina". O referendo e a criação de uma região autônoma foram proclamadas como inconstitucionais pelo governo da Bósnia e Herzegovina, e declarou ilegal e nulo. No entanto, entre fevereiro e março de 1992, o governo declarou um referendo nacional sobre a independência da Bósnia da Iugoslávia. Este referendo foi declarado contrário na Bósnia e Herzegovina e na Constituição Federal pela Justiça Federal e pelo novo governo sérvio da Bósnia estabelecido, foi amplamente boicotado pelos sérvios bósnios. A afluência às urnas foi de cerca de 64-67% e 98% deles votaram pela independência. O governo da república declarou sua independência em 5 de abril, e os sérvios imediatamente declararam a independência da República Srpska. Logo após a guerra eclodiu na Bósnia.[carece de fontes?]
A República Federal da Iugoslávia (RFI) foi constituída em 28 de abril de 1992 e consistiu nas ex-repúblicas socialistas da Sérvia e Montenegro. Seu governo reivindicou a continuidade do antigo país, mas, no entanto, a comunidade internacional se recusou a considerá-lo como tal. A ideia dessa comunidade era que a Iugoslávia foi dissolvida para formar estados independentes. Esta questão foi importante e levou a várias reivindicações internacionais da RSFI, incluindo embaixadas em vários países. Somente em 1996, a RFI abandonado o seu pedido e aceitou que a RSFI havia se dissolvido. A guerra nas partes ocidentais da antiga Iugoslávia terminou em 1995, o tratado de paz assinado em Dayton, Ohio, Estados Unidos, resultou nos chamados Acordo de Dayton.[carece de fontes?]
Em Kosovo, ao longo da década de 1990, a liderança da população albanesa incorporou suas táticas de resistência não violenta para a província. Em 1996, os albaneses radicais formaram o Exército de Libertação do Kosovo, que tomou medidas com ações armadas na província meridional da Sérvia. A resposta iugoslava incluiu o uso indiscriminado da força contra populações civis, e causou muitos refugiados albaneses étnicos. Depois do incidente de Racak e da Conferência de Rambouillet no início de 1999, a qual não obteve êxito, a OTAN começou a bombardear a Sérvia e Montenegro por mais de dois meses (Operação Força Aliada), até que o governo de Milošević submeteu-se a suas demandas e retirou suas forças do Kosovo. Desde Junho de 1999, a província tem foi governada por forças de paz da OTAN e da Rússia (as tropas russas se retiraram em Julho de 2003).[carece de fontes?]

### Século XXI

A República Federal da Iugoslávia consistiu de Sérvia e Montenegro.

A rejeição de Milošević diante da vitória no primeiro turno da oposição nas novas eleições para a presidência federal em setembro de 2000 provocou grandes manifestações em Belgrado em 5 de outubro e o colapso da autoridade do regime. O candidato da oposição, Vojislav Koštunica, tornou-se presidente da Iugoslávia em 6 de outubro de 2000.[carece de fontes?]
No sábado, 31 de março de 2001, Milošević se rendeu às forças de segurança iugoslavas em sua casa, em Belgrado, depois de ser ameaçado de prisão por abuso de poder e corrupção. Em 28 de junho, foi levado para a fronteira entre a Bósnia-Iugoslávia, onde pouco tempo depois ficou sob a custódia dos oficiais da SFOR, até ser extraditado para o Tribunal Penal Internacional para a ex-Iugoslávia das Nações Unidas. Seu julgamento, em que teve de se defender contra acusações de genocídio da Bósnia e das guerras civis na Croácia e no Kosovo e Metohija começou em Haia em 12 fevereiro de 2002, e morreu ali em 11 de março de 2006, quando seu julgamento ainda estava em curso. Em 11 de Abril de 2002, o parlamento iugoslavo, aprovou uma lei permitindo a extradição de todas as pessoas acusadas de crimes de guerra pelo Tribunal Penal Internacional.[carece de fontes?]
Em março de 2002, os governos da Sérvia e Montenegro concordaram em reformar a RFI para uma nova forma de cooperação, bem mais fraca chamada Sérvia e Montenegro. Por ordem do Parlamento Federal Iugoslava em 4 de fevereiro de 2003, a Iugoslávia, pelo menos por nome, deixou de existir. Em Belgrado manteve-se um governo federal, mas assumiu poderes em grande parte cerimoniais. Os governos individuais da Sérvia e Montenegro conduziram suas respectivas nações quase como se fossem independentes. São estabelecidos limites físicos entre as fronteiras de ambas as repúblicas.[carece de fontes?]
Em 21 de maio de 2006, 86% dos eleitores de Montenegro em um referendo especial votaram pela independência de Montenegro da sua união com a Sérvia. Os 55,5% são a favor da independência, com o reconhecimento formal da União Europeia. Em 3 de junho de 2006, Montenegro declarou sua independência formalmente, com a Sérvia seguindo o exemplo dois dias depois, efetivamente dissolvendo os vestígios da antiga Iugoslávia. Em 17 de fevereiro de 2008, o Kosovo declarou independência da Sérvia.[carece de fontes?]

## Consequências

Entidades estatais no antigo território da Iugoslávia em 2008

Os cinco países criados a partir de partes da antiga Iugoslávia foram na época: a Bósnia e Herzegovina, Croácia, Macedônia, República Federal da Iugoslávia (depois a União Estatal da Sérvia e Montenegro) e a Eslovénia. As Nações Unidas impõe sanções contra RF da Iugoslávia e aceita Eslovênia, Croácia e Bósnia como membros, e, posteriormente, concorda que a Iugoslávia havia "se dissolvido em repúblicas".[carece de fontes?]
Após uma série de conflitos que se seguiram a Guerra de Independência Croata (1991-1995), Guerra da Bósnia (1992-1995) e Guerra de Kosovo (1998-1999), com um resultado final de sete países oriundos da antiga Iugoslávia. A última - Kosovo, ainda é controvertida, uma vez que é administrada pelas Nações Unidas, apesar de sua declaração unilateral de independência em 17 de fevereiro de 2008. Independentemente de algumas disputas fronteiriças menores, os outros seis países da antiga Iugoslávia progressivamente cooperam uns com os outros em todos os níveis. Todos estes conflitos que, deixaram mais de 30.000 mortos e 10.000 feridos finalizaram juntamente com o fim da Iugoslávia.[carece de fontes?]

### Novos países
Os países atualmente reconhecidos criados a partir da antiga Iugoslávia são:
- Bósnia e Herzegovina
- Croácia
- Montenegro
- República da Macedónia
- Sérvia (estado sucessor da Iugoslávia)
- Eslovênia
- Kosovo (reconhecido parcialmente como um país independente)[14]